# 良爾吉
良尔吉（？—1749年），清朝四川藏族土司人物，小金川土司泽旺之弟。
大金川、小金川构衅时，良尔吉勾结大金川土司莎罗奔，攻打小金川，擒获泽旺。良尔吉私通泽旺之妻阿扣，掌管小金川土司印信，部民不服。乾隆十三年（1748年），清朝大军攻打大金川，让他领小金川之兵。他假装听命，其实和莎罗奔暗通消息。而且临阵不前，不听约束。乾隆十四年（1749年），乾隆帝查明情况，将他带到军门正法。川陕总督张广泗受他的贿赂为其开脱，也被查明。